# Fire Fire Desire
Fire Fire Desire ist ein Film von Steff Gruber.

## Inhalt
Der Schweizer Filmemacher Steff Gruber findet im Internet einen Videoreiseführer für Sextouristen. Darin glaubt er seine ehemalige thailändische Geliebte Malee zu erkennen. Ihr Schicksal lässt ihm keine Ruhe und so reist er nach 25 Jahren nach Südostasien zurück, um nach Malee zu suchen. Dies ist der Beginn einer ereignisreichen Geschichte, die den Filmer quer durch Südostasien führt.
Auf seiner Reise trifft Gruber auf verschiedene so genannte Expats, westliche Auswanderer, die ihr Glück in Südostasien suchen. Einer dieser Expats erkennt Malee aufgrund einer Fotografie und erinnert sich auch an ihren Freund, den vermeintlichen Macher des Sextravel Videos, der sich Roman Guy nennt. Nun verlagert sich die Suche nach Malee auf die Suche nach Roman Guy.
Die Suche verläuft alles andere als linear. Neben den Ausländern trifft der Filmemacher auch auf asiatische Frauen, die ihre Hoffnungen in die Expats setzen.
Er findet heraus, dass Roman Guy damals in der Expat-Szene sehr bekannt war und auch berüchtigt wegen angeblicher Kontakte zum CIA. Seit über einem Jahrzehnt scheint er jedoch verschollen zu sein. Gerüchten zufolge hatte dieser Kambodscha fluchtartig verlassen, nachdem bei Dreharbeiten ein Mädchen zu Tode kam.
Über einen Freund wird dem Filmemacher altes Videomaterial zugespielt. Die Found-Footage-Aufnahmen wurden mit versteckter Kamera in den 1990er Jahren in Kambodscha in den Bordellvierteln aufgenommen. Sie zeigen unzählige Prostituierte und ihre äusseren Umstände während der Zeit, als die UN-Friedenstruppen der UNTAC im Land stationiert waren.
Zusammen mit dem historischen Videomaterial verwebt der Film die unterschiedlichen Schicksale der Asiatinnen und alternden Auswanderern zu einem vielschichtigen Bild des sich im kulturellen Wandel begriffenen Südostasiens.
Die Odyssee, die sich von der Struktur her an Joseph Conrads Roman Herz der Finsternis anlehnt, endet im Dreiländereck Laos, Kambodscha und Vietnam. Dort, wo einst der Ho-Chi-Minh-Pfad endete, residiert Roman Guy völlig von der Umwelt abgeschlossen in einem Dschungelbordell. So endet der Film sinngemäss mit einem Satz Conrads: «Tu mir einen Gefallen: Erzähle ihnen alles was ich getan habe, alles was du gesehen hast. Denn wenn ich eines hasse, ist es der Gestank der Lügen.»

## Hintergrund
Vor dem Hintergrund einer facettenreichen Liebesgeschichte gilt die persönliche Auseinandersetzung Grubers in diesem Film dem eigenen Älter werden, der Sehnsucht nach der vergangenen Jugend und dem Blick auf die verbleibende Zeit. Als Spiegel dienen ihm die alternden Expats, die alle ihren Preis für das Leben im vermeintlichen Paradies bezahlen müssen. Sein liebevoller Blick auf die Frauen, an der Seite der gestrandeten Abenteurer, zeichnet ein aufschlussreiches Bild des heutigen Südostasien.
Gruber teilt seine Darsteller nicht in «Gut» und «Böse». Vielmehr sieht er sich als ein der Wahrheit verpflichteter Dokumentarist, der sich seinen Protagonisten unvoreingenommen zu nähern sucht. Im Film zitiert einer seiner Protagonisten Bob Dylan: «Die Wahrheit hat viele verschiedene Ebenen.» Diese Ebenen werden in Grubers Film zum dramaturgischen Prinzip. Schwarz-Weiss ist lediglich das von ihm zitierte Videomaterial. Wertungen nimmt er dem Publikum nicht ab. Diese Arbeit muss es selber leisten. Auf diese Weise entstehen subtile Porträts. Man muss genau hinhören. Manchmal liegt der Kern der Aussage zwischen den Zeilen oder dem Nichtgesagten.
Gruber verwendet Kamera und Mikrofon als persönliches Mikroskop, um die Welt besser zu verstehen. Für Fire Fire Desire reiste Gruber über den Zeitraum von fünf Jahren regelmässig nach Kambodscha und Thailand. Diese Langzeitbeobachtungen gewährtem ihm Einblicke in die Charaktere und Seelen der von ihm Porträtierten.
Seine filmisch dokumentierte Reise durch Südostasien ist auch ein Reisebericht im Sinne eines Lawrence Durrell oder Bruce Chatwin; die Bilder der äusseren Welt sollen die innere Welt illustrieren.
Die von Gruber verwendete Metapher aus Joseph Conrads Herz der Finsternis, die Reise den Flusslauf hinauf in den Dschungel, wo der abtrünnige Colonel Kurtz als selbsternannter Herrscher lebt, ist in unserem Kulturgut etabliert und wurde in der Filmgeschichte mehrfach zitiert und als dramaturgische Struktur verwendet. Eindrückliche Beispiele dafür sind Werner Herzogs Aguirre, der Zorn Gottes und Francis Ford Coppolas Apocalypse Now. Auch Grubers «Kurtz», Roman Guy, lebt an einem Fluss im schwer zugänglichen Dschungel. Hier, wo einst der Ho-Chi-Minh-Pfad, über den im Vietnamkrieg Waffen, Munition und Vietcong-Kämpfer, in den von den US-Amerikanern kontrollierten Süden Vietnams, eingeschleust wurden, betreibt Roman Guy ein Bordell.
Mit dem Film lädt Gruber den Zuschauer ein mit ihm quer durch Südostasien zu reisen und in die verschiedenen Spiegel zu blicken, die er ihm, unauffällig am Wegrand, aufgestellt hat.
Der Expat Joe sagt im Film: «Menschen verschwinden. Und dann muss man sie finden. Warum muss man sie finden? Weil man wissen möchte, was sie wissen. Er weiss etwas, was ich nicht weiss, deshalb muss ich ihn finden.»